# José Sánchez del Río
José Sánchez del Río, född 28 mars 1913 i Sahuayo, död där 10 februari 1928, var en mexikansk romersk-katolsk yngling som led martyrdöden för sin tro. Han tillhörde Cristero-rörelsen och vägrade att avsvära sig sin katolska tro då de mexikanska myndigheterna tvingade honom. Innan han sköts till döds, skar bödlarna av hans fotsulor och beordrade honom att vandra omkring i Sahuayo. José Sánchez del Río vördas som helgon inom Romersk-katolska kyrkan.

## Bilder
| - Vaxfigur föreställande den helige José Sánchez del Río med relik i relikvariekorset. |